# تشارلز رايت (لاعب كريكت)
تشارلز رايت (27 مايو 1863 في المملكة المتحدة - 10 يناير 1936) (بالإنجليزية: Charles Wright)‏ هو لاعب كريكت بريطاني وبريطاني (وحمل سابقاً جنسية المملكة المتحدة لبريطانيا العظمى وأيرلندا). شارك مع منتخب إنجلترا للكريكت.

## وصلات خارجية
- تشارلز رايت على موقع إي آس بي آن كريك إنفو (الإنجليزية)